# Fredagen den 13:e (1980)
Fredagen den 13:e (engelska: Friday the 13th) är en amerikansk skräck/slasherfilm som hade biopremiär i USA den 9 maj 1980, i regi av Sean S. Cunningham och manus av Victor Miller. I huvudrollerna ses Betsy Palmer, Adrienne King, Harry Crosby och Kevin Bacon i en av sina tidigaste roller. Filmen handlar om en grupp tonåringar som åter öppnar ett övergivet läger efter att en ung pojke drunknat i en närliggande sjö. Tonåringarna kommer sedan, en och en, att falla offer för en mystisk mördare.
Fredagen den 13:e, inspirerad av succén från John Carpenters Halloween, gjordes med en budget på ungefär 550 000 dollar. Filmen släpptes av Paramount Pictures i USA och Warner Bros. internationellt och fick blandad kritik av filmkritiker, men den spelade in över 39,7 miljoner dollar på bio i USA och blev en av de slasher-filmer som inbringat mest pengar i historien. Det var även den första filmen i sin genre att säkra distribution i USA av ett stort filmbolag, Paramount Pictures. Filmens succé ledde till en lång serie uppföljare, en crossover med Freddy Krueger och en nyinspelning som släpptes den 13 februari 2009.

## Handling
Det hela börjar 1958 när två lägerledare vid Camp Crystal Lake, Barry (Willie Adams) och Claudette (Debra S. Hayes), smyger iväg från lägerbrasan för att ha sex. Innan de hunnit klä av sig, smyger sig en angripare in och dödar dem båda.
Filmen flyttar sedan fram till fredagen den 13 juni 1980. En ung kvinna vid namn Annie (Robbi Morgan) går in på ett litet café och frågar efter vägen till Camp Crystal Lake, vilket chockar anställda på restaurangen. Enos (Rex Everhart), en truckförare från restaurangen, går med på att skjutsa henne halvvägs till lägret. En mystisk gammal man, Ralph (Walt Gorney), upprörs av nyheten om att lägret öppnats igen och varnar henne om att de alla är dödsdömda. Under bilresan berättar Enos om en pojke som drunknat i Crystal Lake 1957, ett år innan morden ägde rum, med bränder och förgiftningar i vattnet som följd. Förutom dessa rykten närmar sig ett våldsamt oväder. I lägret pågår redan förberedelser och det finns inga planer på att avbryta sommaraktiviteten.

## Rollista
| Betsy Palmer      | – mrs Voorhees       |
| Adrienne King     | – Alice              |
| Jeannine Taylor   | – Marcie             |
| Robbi Morgan      | – Annie              |
| Kevin Bacon       | – Jack               |
| Harry Crosby      | – Bill               |
| Laurie Bartram    | – Brenda             |
| Mark Nelson       | – Ned                |
| Peter Brouwer     | – Steve Christy      |
| Rex Everhart      | – lastbilschauffören |
| Ronn Carroll      | – konstapel Tierney  |
| Ron Millkie       | – officer Dorf       |
| Walt Gorney       | – galne Ralph        |
| Willie Adams      | – Barry              |
| Debra S. Hayes    | – Claudette          |
| Dorothy Kobs      | – Trudy              |
| Sally Anne Golden | – Sandy              |
| Mary Rocco        | – operatören         |
| Ken L. Parker     | – läkaren            |
| Ari Lehman        | – Jason              |

## Om filmen
Filmen hade Sverigepremiär den 10 november 1980 på Palladium och Fanfaren i Stockholm. I en scen spelar en av lägerledarna "Ack Värmeland, du sköna" på gitarr; framförandet finns med på flera utgåvor av filmens soundtrack som "Varmlandsvisan".

## Censur

### Första granskningen
Statens Biografbyrå bedömde filmen den 29 juli 1980. Resultatet blev en 15-årsgräns efter fyra klipp:
- 0:00:07 – Scen med död blodig kvinna
- 0:00:07 – Scen med död, hängande man
- 0:00:02 – Bild av död kvinna
- 0:00:13 – Slagsmål mellan två kvinnor

### Andra granskningen
Den 13 augusti 1997 granskades filmen igen. Beslutet står fast vid en 15-årsgräns, men den här gången utan klipp.